# Naturräumliche Gliederung der Fränkischen Alb

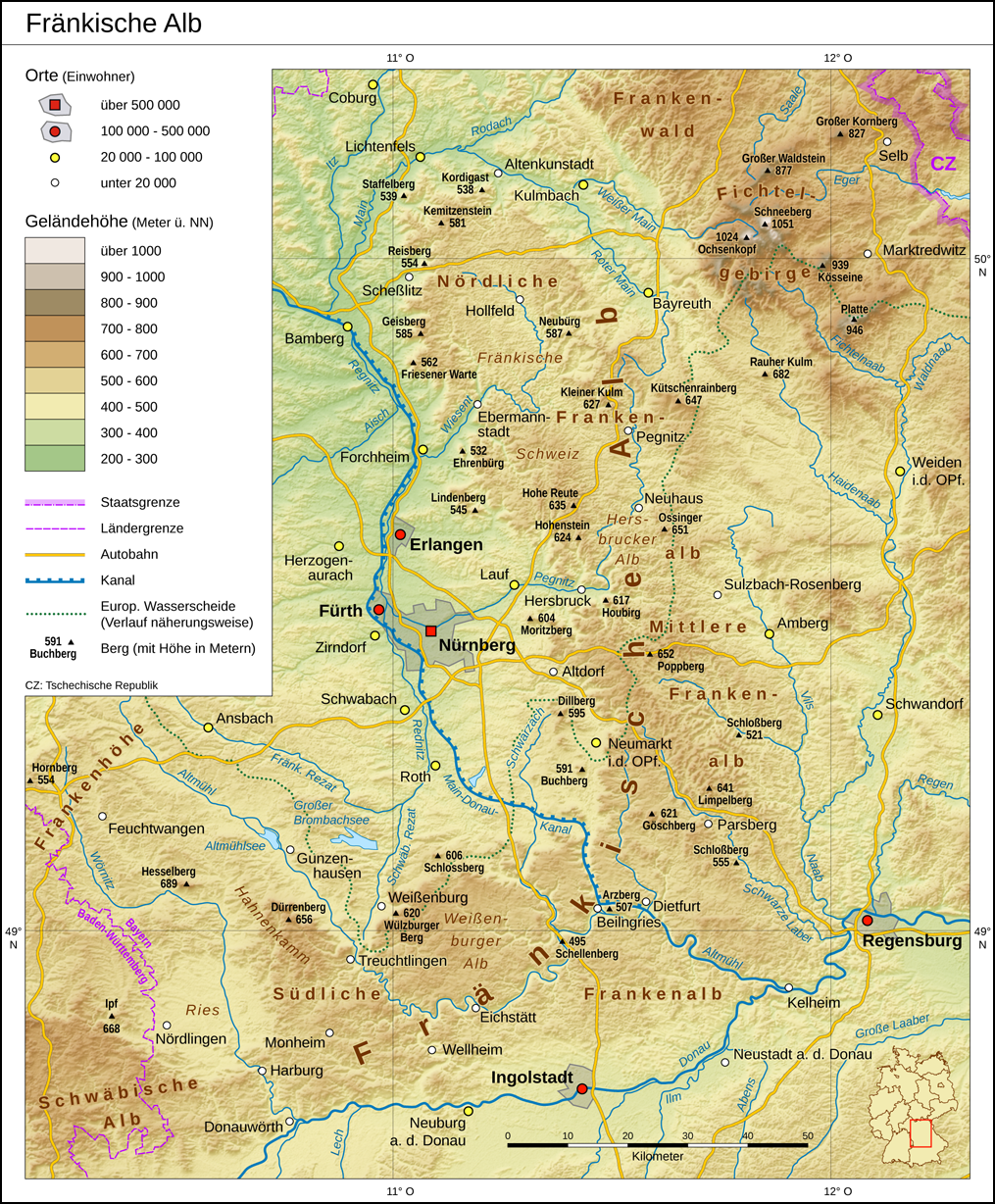
Fränkische Alb

Die Fränkische Alb stellt innerhalb des Südwestdeutschen Schichtstufenlandes die naturräumliche Haupteinheitengruppe 08 dar und gliedert sich in die Haupteinheiten Nördliche (080), Mittlere (081) und Südliche (082) Frankenalb. Dabei verlängert die Südliche Frankenalb die in ostnordöstliche Richtung verlaufende Schwäbischen Alb nach Osten, während Mittlere und Nördliche Frankenalb in Richtung Nordnordwesten weisen. Schwäbische und Fränkische Alb bilden zusammen eine naturräumliche Großregion 3. Ordnung.
Die Untergliederung des Ostteils der Nördlichen Frankenalb, die eigentlich auf dem nie erschienenen Blatt 154 Bayreuth der Einzelblätter 1:200.000 erfolgen sollte, findet sich auf dem westlich benachbarten, erst im Jahr 2004 erschienenen Blatt 153 Bamberg.
Folgende Naturräume sind ausgewiesen:
- 08 (=D61) Fränkische Alb
  - 080 Nördliche Frankenalb
    - 080.0 Weismain-Alb
      - 080.01 Ziegenfelder Alb
      - 080.02 Staffelsteiner Alb

    - 080.1 Wiesent-Alb[3] („Fränkische Schweiz“)[3]
    - 080.2 Gräfenberger Flächenalb[3]
    - 080.3 Heiligenstädter Flächenalb[3]
    - 080.4 Hollfelder Mulde[3]
    - 080.5 Doggersandstein-Alb[3]
    - 080.6 Pegnitz-Kuppenalb[3]
    - 080.7 Veldensteiner Forst[3]

  - 081 Mittlere Frankenalb (Oberpfälzer Alb)
    - 081.0 Westliche Flächenalb („Neumarkter Flächenalb“)[3]
      - 081.00 Eismannsberg-Püscheldorfer Flächenalb
      - 081.01 Südteil der westlichen Flächenalb (zwischen Pelchenhofen, Döllwang, Ober- und Unterbuchfeld, Batzhausen)
      - 081.02 Oberes Tal der Schwarzen Laaber
      - 081.03 Oberes Tal der Weißen Laaber

    - 081.1 Kuppenalb („Lauterach-Kuppenalb“)[3]
      - 081.11 Neukirchen-Königsteiner Kuppenalb
      - 081.12 Unteres Högenbachtal
      - 081.13 Arzberg-Poppberger Kuppenalb
      - 081.14 Kastl-Hohenburger Kuppenalb
      - 081.15 Oberes Tal der Lauterach (bis zur Einmündung des Mühlhausener Tales)
      - 081.16 Tal der Schwarzen Laaber bei Parsberg und Lupburg

    - 081.2 Östliche Flächenalb
      - 081.20 Westliche Vilsplatte
      - 081.21 Östliche Vilsplatte
      - 081.22 Südliche Vilsplatte
      - 081.23 Naabplatte (zwischen Beratzhausen-Kallmünz und Etterzhausen)
      - 081.24 Unteres Tal der Lauterach
      - 081.25 Oberes Vilstal
      - 081.26 Unteres Vilstal
      - 081.27 Beratzhausen-Deuerlinger Tal der Schwarzen Laaber
      - 081.28 Burglengenfelder Naabtal
      - 081.29 Pielenhofener Naabtal

  - 082 Südliche Frankenalb
    - 082.0 Riesnahe Frankenalb
      - 082.00 Östliche Riesvorhöhen
      - 082.01 Wörnitzdurchbruch
      - 082.02 Flotzheimer Hochfläche
      - 082.03 Döckinger Hochfläche

    - 082.1 Donauseitige Frankenalb
    - 082.1(10) Hienheimer Alb
    - 082.1(11) Köschinger Forst
      - 082.10 Tagmersheimer Hochfläche
      - 082.11 Kaisheimer Alb
      - 082.12 Adelschlager Hochfläche (Beschreibung Blatt 172 Nördlingen)
      - 082.13 Hainbergalb
      - 082.14 Schutterniederung
      - 082.15 Nassenfelser Molassealb (Beschreibung Blatt 172 Nördlingen)
      - 082.16 Rennertshofener Terrassenbucht
      - 082.17 Neuburger Donauenge
      - 082.18 Köschinger Molassealb
      - 082.19 Theisinger Kuppenland

    - 082.2 Altmühlalb (Westliche Altmühlalb)[3]
      - 082.20 Hahnenkammalb
      - 082.21 Treuchtlinger Pforte
      - 082.22 Obere Altmühlalb
      - 082.23 Mittlere Altmühlalb (Beschreibung Blatt 172 Nördlingen)
      - 082.24 Mittleres Altmühltal
      - 082.25 Wellheimer Tal
      - 082.26 Weißenburger Alb
      - 082.27 Anlauteralb (Beschreibung Blatt 172 Nördlingen und 163 Nürnberg)
      - 082.28 Anlauter-Braunjuratrichter
      - 082.29 Gredinger Schwarzachtal (Schwarzach-Thalach-Taltrichter)

    - 082.3 Nordteil der südlichen Frankenalb (Östliche Altmühlalb)[3]
      - 082.30 Westliche Sulzplatte (zwischen Sulz und Gredinger Schwarzach)
      - 082.31 Sulztal (zwischen Rappersdorf und Beilngries)
      - 082.32 Östliche Sulzplatte (zwischen Sulz und Weißer Laaber)
      - 082.33 Unteres Tal der Weißen Laaber (= Untersburger Laabertal)
      - 082.34 Gumpertshausener Platte (zwischen Weißer und Wissinger Laaber)
      - 082.35 Tal der Wissinger Laaber
      - 082.36 Hemauer Hochfläche
      - 082.37 Beilngries – Dietfurter Tälerzone
      - 082.38 Arzberg
      - 082.39 Wolfsberg

    - 082.4 Südliche Altmühlalb
      - 082.40 Paulushofen-Wolfsbucher Altmühlplatte
      - 082.41 Schambachalb
      - 082.42 Unteres Altmühltal
      - 082.43 Hienheimer Forst mit Weltenburger Donauenge
      - 082.44 Staubinger Köpfe

    - 082.5 Riedenburg-Paintener Altmühlalb
      - 082.50 Aichkirchener Landstufe und Paintener Hochfläche
      - 082.51 Schönhofen-Sinzinger Tal der Schwarzen Laaber
      - 082.52 Eilsbrunn – Nittendorfer Hochfläche
      - 082.53 Allinger Albrand
      - 082.54 Abbacher Kreidestufe
      - 082.55 Kelheim-Sinzinger Donautal
      - 082.56 Baiersdorfer Riedel
      - 082.57 Viehhausener Kuppenland